# Invicta FC 8
Invicta FC 8: Waterson vs. Tamada foi um evento de artes marciais mistas promovido pelo Invicta Fighting Championships, ocorrido em 6 de setembro de 2014 no Municipal Auditorium Kansas City em Kansas City, Missouri.

## Background
Invicta FC 8 foi o primeiro evento Invicta a ser transmitido como parte do novo acordo entre a Invicta e UFC.
Invicta FC 8 foi encabeçado por Michelle Waterson defendendo seu Cinturão Peso Átomo contra Yasuko Tamada , juntamente com o evento co-principal de Stephanie Eggink vs. Katja Kankaanpää para o Cinturão Peso Palha vago. O evento também contou com a terceira luta entre Roxanne Modafferi e Tara LaRosa . Após o evento, o evento co-principal da Katja Kankaanpää vs. Stephanie Eggink foi premiado Luta da Noite.

## Card Oficial
Pelo Cinturão Peso Átomo do Invicta FC.
Pelo Cinturão Peso Galo Inaugural do Invicta FC.